# Clásica de Ordizia 2010
La LXXXVII Prueba Villafranca-Ordiziako Klasikoa (Gran Premio Ordiziako Udala) se disputó el 26 de julio de 2010 por el recorrido habitual de esta carrera en los últimos años sobre un trazado de 165,7 km.
La prueba perteneció al UCI Europe Tour 2009-2010 de los Circuitos Continentales UCI, dentro de la categoría 1.1.
Participaron 14 equipos. Los 3 equipos españoles de categoría UCI ProTeam (Caisse d'Epargne, Euskaltel-Euskadi y Footon-Servetto); los 2 de categoría Profesional Continental (Andalucía-Cajasur y Xacobeo Galicia); y los 3 de categoría Continentales (Caja Rural, Burgos 2016-Castilla y León y Orbea). En cuanto a representación extranjera, estuvieron 6 equipos: el Profesional Continental italiano del Carmiooro-NGC; y los Continentales del Heraklion Kastro-Murcia, An Post-Sean Kelly, Bretagne-Schuller, Madeinox-Boavista y Roubaix Lille Métropole. Formando así un pelotón de 122 ciclistas, con entre 6 y 10 corredores por equipo, de los que acabaron 100; aunque solo 89 de ellos dentro del "control".
El ganador final fue Gorka Izagirre (que además ganó la clasificación del primer vasco navarro) tras atacar a 4 km de meta. Por detrás, encabezando un pequeño grupo perseguidor pero con el mismo tiempo, llegaron Manuel Ortega y Pablo Lastras, respectivamente.
En las otras clasificaciones secundarias se impusieron  Romain Sicard (montaña), Garikoitz Bravo (metas volantes) y Burgos 2016-Castilla y León (equipos).

## Clasificación final
| \| Posición \| Ciclista \| Equipo \| Tiempo \| \| -------- \| ----------------- \| --------------------------- \| ---------- \| \| 1. \| Gorka Izagirre \| Euskaltel-Euskadi \| 3h 48' 17" \| \| 2. \| Manuel Ortega \| Andalucía-CajaSur \| m.t. \| \| 3. \| Pablo Lastras \| Caisse d'Epargne \| m.t. \| \| 4. \| Romain Hardy \| Bretagne-Schuller \| m.t. \| \| 5. \| Danail Andonov \| Madeinox-Boavista \| m.t. \| \| 6. \| Francisco Mancebo \| Heraklion Kastro-Murcia \| m.t. \| \| 7. \| Iván Melero \| Burgos 2016-Castilla y León \| m.t. \| \| 8. \| José Herrada \| Caja Rural \| m.t. \| \| 9. \| Pedro Merino \| Footon-Servetto \| m.t. \| \| 10. \| Sergio Pardilla \| Carmiooro-NGC \| m.t. \| |                   |                             |            |
| Posición | Ciclista          | Equipo                      | Tiempo     |
| 1. | Gorka Izagirre    | Euskaltel-Euskadi           | 3h 48' 17" |
| 2. | Manuel Ortega     | Andalucía-CajaSur           | m.t.       |
| 3. | Pablo Lastras     | Caisse d'Epargne            | m.t.       |
| 4. | Romain Hardy      | Bretagne-Schuller           | m.t.       |
| 5. | Danail Andonov    | Madeinox-Boavista           | m.t.       |
| 6. | Francisco Mancebo | Heraklion Kastro-Murcia     | m.t.       |
| 7. | Iván Melero       | Burgos 2016-Castilla y León | m.t.       |
| 8. | José Herrada      | Caja Rural                  | m.t.       |
| 9. | Pedro Merino      | Footon-Servetto             | m.t.       |
| 10. | Sergio Pardilla   | Carmiooro-NGC               | m.t.       |